# Francisco Asensio de Lezama
Francisco Asensio de Lezama y de la Torre o simplemente Asensio Lezama o mal escrito como Asencio Lezama o Azencio Lezama (Baracaldo de Vizcaya, Corona de España, 4 de octubre de 1766–Buenos Aires de la Confederación Argentina, 1 de enero de 1840) era un hidalgo, militar y funcionario vasco-español que al residir en la intendencia de Salta del Tucumán del Virreinato del Río de la Plata, ocupó diversos puestos de cabildante de la ciudad de Salta y en 1802 ocupó el cargo de regidor hasta 1804, fecha en que fue elegido alcalde de segundo voto de la misma urbe. Cuando aconteció la Revolución de Mayo de Buenos Aires que inició la Guerra de la Independencia Argentina, se adhirió a ella, apoyó logísticamente para que se cumpliera el Éxodo Jujeño y donó una buena suma de dinero al Ejército del Norte del general Belgrano.

## Biografía hasta los cargos de alcalde y juez de vigilancia de Salta

### Origen familiar y primeros años

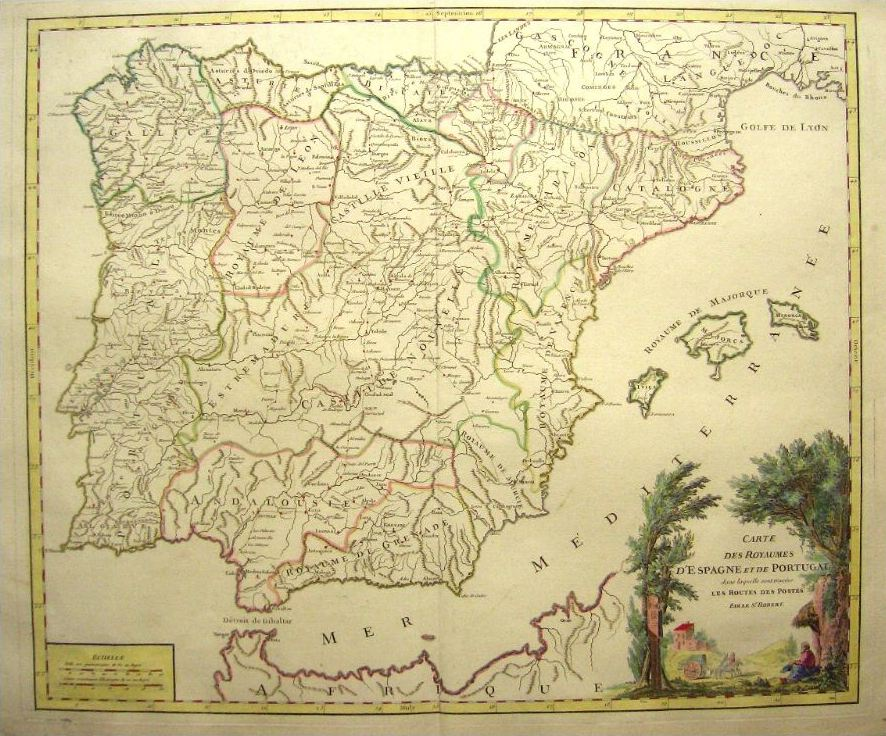
El Reino de España con el señorío de Vizcaya (del actual País Vasco). Mapa de 1770.

Francisco Asensio de Lezama y de la Torre había nacido el mismo día que lo bautizaron el 4 de octubre de 1766 en la localidad de Baracaldo del señorío de Vizcaya, que formaba parte de Castilla la Vieja y la cual conformaba a la Corona de España.
Sus padres eran los hidalgos Manuel de Lezama y Vitoria (n. ib., e/ septiembre y noviembre de 1742) y su esposa María Manuela Ramona de la Torre y Tapia (n. ib., e/ abril y junio de 1737), quienes se habían unido en matrimonio el 6 de abril de 1764.
Tenía dos hermanos, uno mayor y otro menor, siendo el primogénito Manuel de Lezama y de la Torre (Baracaldo, 1765 - f. después de 1815) que siempre residiría en el Reino de España y se enlazó en su ciudad natal en 1803 con María Juliana de Arana y Chavarría (n. ib., 1786).
Del hermano mayor tuvo un sobrino llamado José María de Lezama y Arana (n. ib., ca. 1810) que se unió en matrimonio hacia 1844 con Severina de Tapia y Urcullu (n. ib., 1813) y concibieron a José María de Lezama y Tapia (n. Baracaldo, 1845).

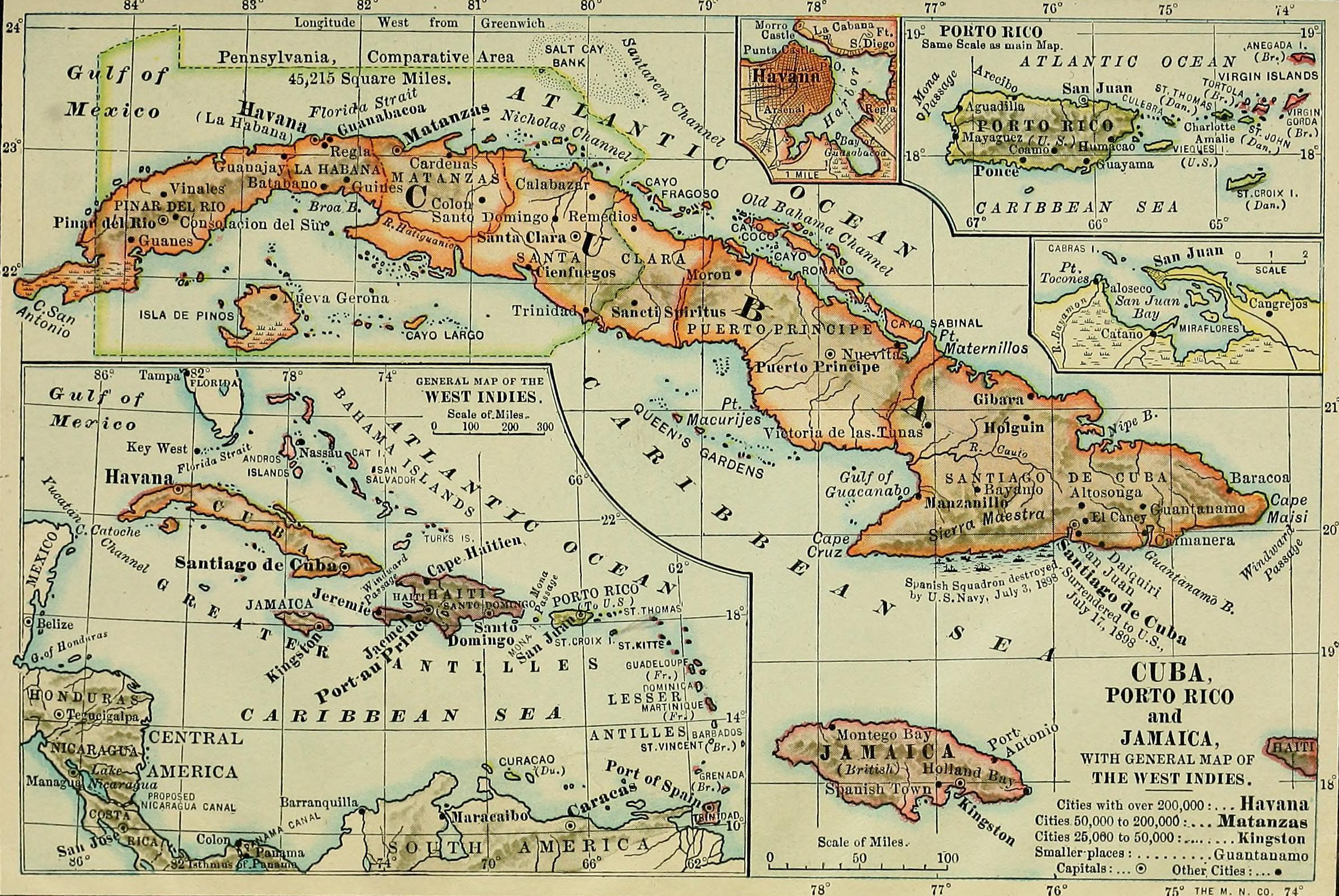
La Capitanía General de Cuba que formó parte del Imperio español hasta 1898.

Este último sobrino nieto de Francisco Lezama se instaló en la Capitanía General de Cuba hacia 1865 —durante la administración del riojano-español Domingo Dulce y Garay, I marqués de Castell-Florite desde 1860, y previamente a la Guerra de los Diez Años (1868-1878) pero en el transcurso de la misma fue nombrado por tercera vez en 1874 como gobernante al hispano-argentino José Gutiérrez de la Concha, vizconde de Cuba desde 1856 y marqués de La Habana desde 1857— y se casaría en la capital isleña hacia 1880 con la cubana Eloísa Rodda y Méndez (n. ca. 1860) para concebir al futuro coronel de artillería cubano José de Lezama y Rodda (n. La Habana, 1886) que además de militar, era ingeniero y arquitecto, y al enlazarse con Rosa Lima Rosado tendrían tres hijos: Rosa, Eloísa y el literato José Lezama Lima, y por lo tanto, sobrinos tataranietos de Francisco Asensio de Lezama.
El menor de sus hermanos era Juan José de Lezama y de la Torre (n. Baracaldo, e/febrero y abril de 1779), que fue bautizado el 14 de abril del año de nacimiento por los padrinos José de la Torre y María Josefa de Urquiza, y al igual que su hermano Francisco Asensio, era un peninsular español que se había radicado en la ciudad de Salta y se unió en matrimonio hacia 1801 con su concuñada Petronila de Quiñones y Arcos Arias-Rengel (n. Salta, e/ abril y junio de 1779) —la hermana menor de Úrsula de Quiñones Arcos y primas segundas del gobernador tucumano Francisco Gabino Arias Rengel— que había sido bautizada el 17 de junio del año en que nació y quienes concibieran tres hijos en la ciudad de Salta.

Virreinato del Río de la Plata en 1783.

De este citado hermano menor, Francisco Asensio tuvo tres sobrinos, el primogénito Pedro José de Lezama Quiñones (Salta, e/ 1 y 24 de febrero de 1802 - Santiago del Estero, 1839) enlazado en Santiago en enero de 1832 con Eugenia de Olivera (n. Santiago del Estero, ca. 1812) quienes también tendrían dos hijos: el comerciante y diputado nacional Fenelón Gregorio Lezama y Olivera (n. Santiago del Estero, e/ octubre y diciembre de 1832-Córdoba, 18 de junio de 1906) y el agrimensor Pedro José Ignacio Lezama y Olivera (Buenos Aires, 1835 - ib., 1868).
Las sobrinas más pequeñas eran la segundogénita Dominga de Lezama y Quiñones (Salta, ca. 1805 - f. La Plata) casada en Chuquisaca con el coronel altoperuano José Gabriel Téllez, y la menor María Carlota de San José de Lezama y Quiñones (n. ib. e/ octubre y noviembre de 1806) en nupcias en 1829 en la iglesia San Miguel de Sucre con el teniente graduado boliviano Vicente de Cabiedes y Lemoine.
Su tío paterno era el rico comerciante vasco-español José de Lezama y Vitoria (n. Baracaldo de Vizcaya, ca. 1750) —un hijo de los ya citados abuelos Asensio de Lezama y de su mujer Juana Agustina de Vitoria— y cuya esposa era Isabel de Garay (n. Baracaldo, ca. 1760), los cuales también migraron en el año 1800 al virreinato rioplatense, llevando consigo a sus tres hijos: Francisco (n. ib., ca. 1780), Manuel de Lezama (n. ib., 1785) y José Ramón de Lezama Garay (n. ca. 1790), quienes luego de la Revolución de Mayo pasaron a ser propietarios de una compañía comercial en la ciudad de Montevideo de la gobernación homónima que a su vez formaba parte de la entonces superintendencia bonaerense, y en el año 1812 ya poseían cinco tiendas valoradas en 26.569 pesos de plata, o bien 212.552 reales.

Territorios del este de la superintendencia de Buenos Aires en 1811, mostrando la Mesopotamia argentina, las perdidas Misiones Orientales y la ciudad de Montevideo, capital de la nueva Provincia Oriental.

De los citados primos paternos de Francisco Asensio, el segundogénito Manuel de Lezama Garay se unió en matrimonio en Montevideo el 25 de septiembre de 1814 con María del Carmen Carballido (n. ca. 1798), una hermana de Jorge Carballido (Montevideo, e/ enero y septiembre de 1808-Minas, 30 de septiembre de 1865) y de Manuela que se casaría con su concuñado, siendo todos hijos de Ignacio Carballido (n. ca. 1764) y de su esposa Lucía Bayolo, y con quien tendría seis hijos.
Estos seis sobrinos segundos de Francisco Asensio de Lezama fueron el primogénito Román (n. Montevideo, ca. 1816), el segundogénito Pedro de Lezama Carballido (n. ib., ca. 1819), el tercero era Vicente Lezama (n. ib., ca. 1822), casado con Cipriana Álvarez y padres de Salustiano Lezama Álvarez (n. Chascumús, 5 de septiembre de 1864), el cuarto hijo era Clodomiro (n. ib., ca. 1825), seguido por las menores, Isabel de Lezama Carballido (n. ib., 1836) y Ramona de Lezama (n. ib., ca. 1837).
Del tercer primo llamado José Ramón de Lezama Garay (n. Baracaldo, ca. 1790) que se unió en matrimonio con su concuñada Manuela Carballido (n. ca. 1805), Francisco Asensio tuvo dos sobrinos segundos, el primogénito era el hacendado Salustiano de Lezama Carballido  que en el año 1856 fue el primer concejal de la nueva municipalidad del partido de Chascomús que se había casado con Isolina David Castro y fueron padres de dos hijos, uno homónimo y la porteña Isabel Lezama Castro que se enlazaría con el escribano público Francisco Juan Silva Campero, para concebir entre otros al veterinario-agrónomo Antonio Manuel Silva Lezama quien como hacendado también administraba los campos de Dolores de su familia política Álzaga Unzué.
Y por último, el más pequeño de los sobrinos segundos de Francisco Asensio a través de su primo José Ramón era el comerciante uruguayo Luis de Lezama Carballido (n. ib., ca. 1840) casado con María Hermila Centeno del Campillo (n. 1857) y con quien tuvo un único hijo, el médico Luis Paulino Lezama Centeno.

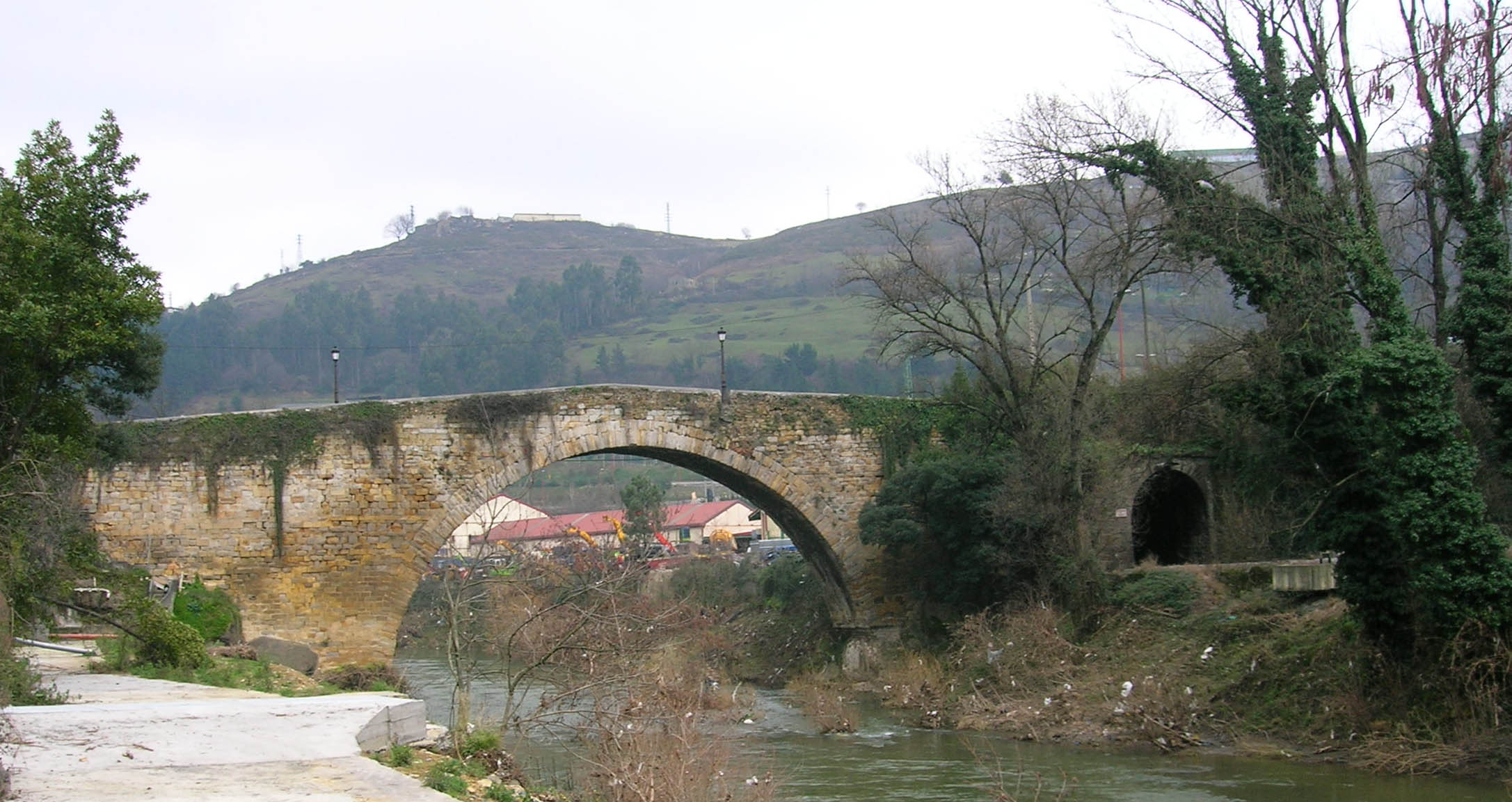
Puente de Castrejana sobre el río Cadagua, por donde pasa el Camino de Santiago de la Costa, construido hacia 1436 y que hasta el siglo XIX formaba parte del Camino Real que unía Baracaldo y Bilbao.

Francisco de Lezama Torre y sus hermanos Manuel y Juan José, al igual que sus primos hermanos Francisco de Lezama Garay, Manuel y Juan Ramón, eran nietos paternos de los hispano-vizcaínos Asensio de Lezama y Ezcurra (n. Baracaldo, ca. 1701) y de su esposa Juana Agustina de Vitoria y Gochi (n. Bilbao-Abando, e/ junio y 20 de septiembre de 1705), casados en su localidad el 3 de mayo de 1734, bisnietos paternos por la vía masculina de Antonio Lezama Ayalde y de su cónyuge María de Ezcurra Berrotegui, y por la vía femenina, de Juan José de Vitoria y de la Camex y de su esposa María de Goichi Goicoechea y Landaeta de la Puente.
Francisco Asensio y sus hermanos eran nietos maternos de Diego de la Torre y Tapia (n. Abando, 10 de octubre de 1700) y de su cónyuge Teresa de Tapia y Zorrozgoiti (Baracaldo, e/ julio y 14 de octubre de 1710 - ib., 5 de agosto de 1789) y bisnieto materno por la vía masculina de José de la Torre Zubileta Alday Zabalgoitia y de su mujer Mariana de Tapia, y por ende, tataranieto paterno por vía masculina de Martín de Lezama Gorostiza y Alonsotegui de Zabala (n. Baracaldo, 1641) y de su cónyuge Catalina de Ayalde Larrea (n. ib., ca. 1652).

### Cabildante y alcalde ordinario de Salta

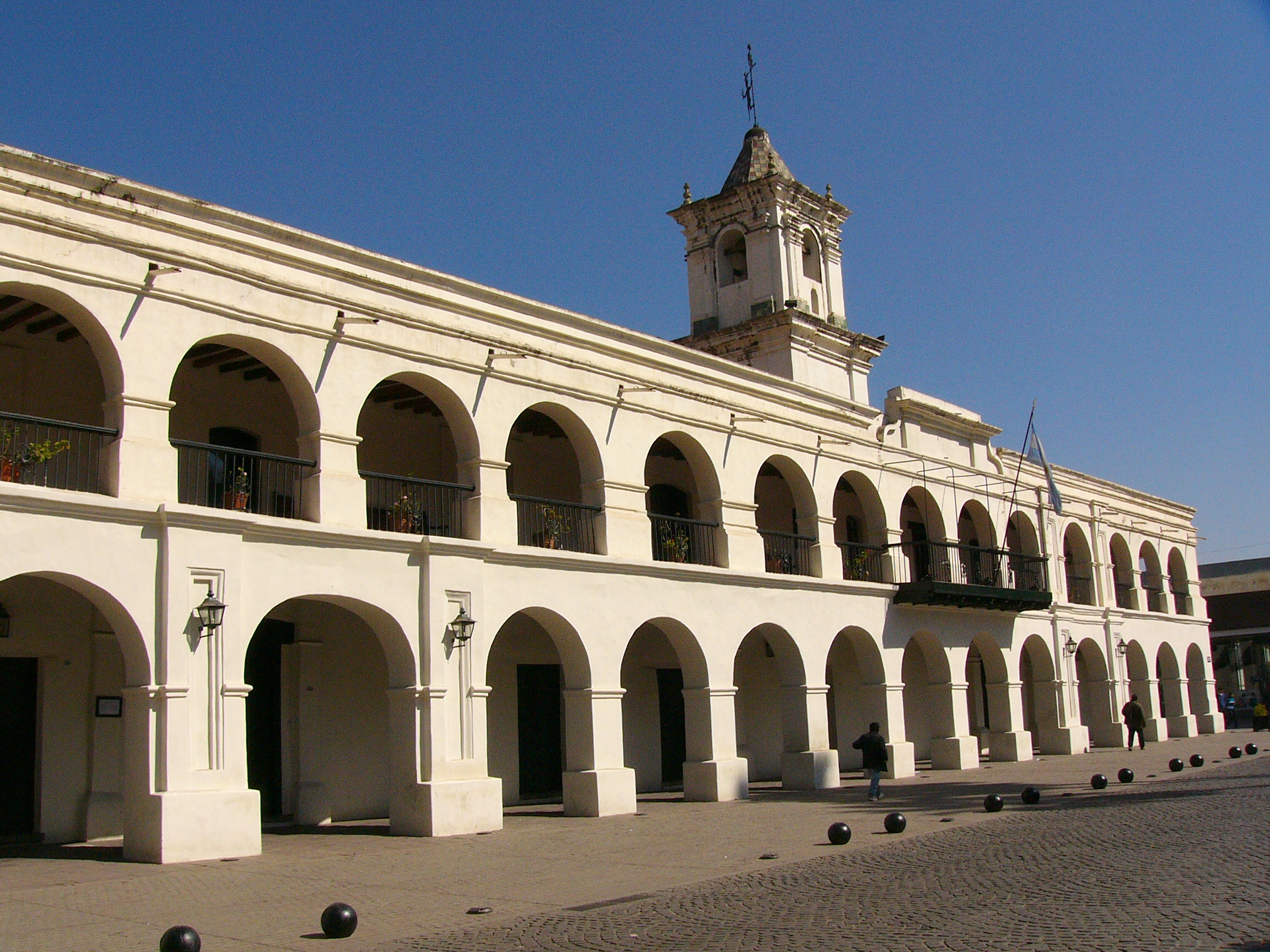
Cabildo de Salta.

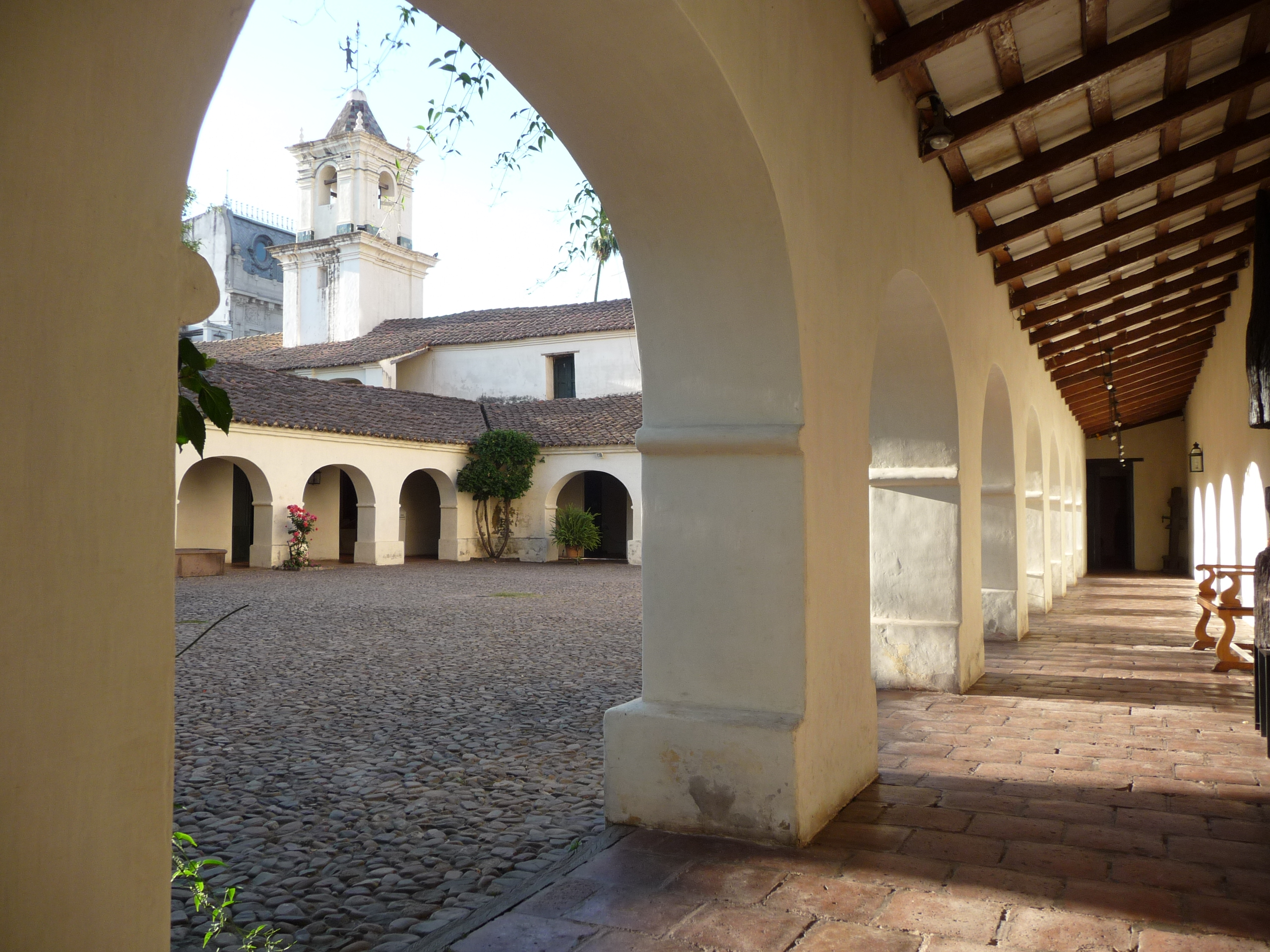
Patio interno del cabildo salteño.

Francisco Asensio de Lezama como era militar y cabildante colonial de Salta pasó a ser alférez real en 1802 y desde el mismo año, ocupó los cargos de regidor electivo, alcalde ordinario de segundo voto en 1804 y por último, el de juez de vigilancia.
Su hermano Juan José de Lezama que era un vecino ilustre de Salta, en 1808 hizo una donación de dinero al Reino de España para que pudiera afrontar la invasión del emperador francés Napoleón Bonaparte, al igual que hicieron lo propio los cabildantes salteños como el regidor y alguacil mayor Calixto Ruiz de Gauna, el alcalde provincial José Vicente de Toledo y Pimentel, Francisco Javier de Figueroa y Toledo Pimentel —padre de la filántropa Manuela Antonia Figueroa— quien fuera el alcalde de hermandad, el escribano del ayuntamiento Miguel de Silva y otros más, y también por otros vecinos destacados como ser el doctor Juan Manuel de Güemes —futuro senador y luego teniente de gobernador de Jujuy, además de hermano del militar y posterior gobernador de Salta, el general Martín Miguel de Güemes— seguido por José Luis de Maurín, Marcos Castellanos y Manuel Cordero, entre otros.
Como juez de vigilancia, Francisco Asensio Lezama le dirigió en 1810 una carta al virrey rioplatense Baltasar Hidalgo de Cisneros, diciendo lo siguiente:

"Los abominales procedimientos del Dominador de la Francia y de sus satélites, y sus escandalosos resultados, han dado ocasión para muchas conversaciones, en las cuales cada uno se explica como sabe o, tal vez, como quiere. Aquí hay unos pocos que han tomado el tono de estadistas o de críticos, sin serlo, y han pretendido hacer el papel de intérpretes y vaticinadores; pero creo que ninguno se atrevió a seducir para que se desuniese la leal América a la fiel España."

## Adhesión a la Revolución de Mayo de Buenos Aires

### Invitación al cabildo abierto de Salta
Ejerciendo el puesto de juez de vigilancia, Francisco Asensio Lezama fue convocado en varias oportunidades al cabildo abierto de 1810 en la ciudad de Salta, y cuando se presentó el 30 de junio, coincidió con varias personalidades, como ser el armero real José Antonio de Zorreguieta Oyarzábal, quien luego de la independencia argentina pasaría a ser director de la «Maestranza de Armas de Salta».

### Apoyo logístico en el Éxodo Jujeño

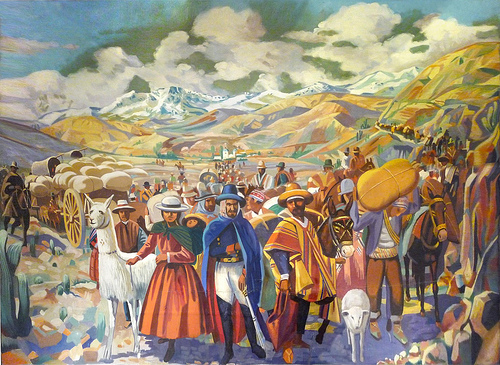
Imagen del Éxodo Jujeño

En el mes de mayo de 1812 el general Manuel Belgrano al mando del Ejército del Norte de la segunda expedición auxiliadora al Alto Perú en la Guerra de la Independencia Argentina, había establecido su cuartel general en la ciudad de Jujuy, ubicada en la desembocadura meridional de la Quebrada de Humahuaca ya que fuera la ruta principal de las invasiones desde el nórdico Alto Perú que había sido anexionado dos años atrás al virreinato peruano, y por tanto, aún seguía bajo dominio español.
Enterado del avance en el mes de junio del numeroso ejército realista de Juan Pío Tristán, el general Belgrano reclamó al gobierno de Buenos Aires los refuerzos necesarios para la resistencia, pero debido a que las autoridades del Primer Triunvirato y su asesor privado gubernamental Miguel Mariano de Villegas estaban ocupados en vencer en la Banda Oriental a los realistas fortificados en Montevideo —Villegas además era jurisconsulto y síndico procurador general del cabildo bonaerense— le denegaron el apoyo requerido.

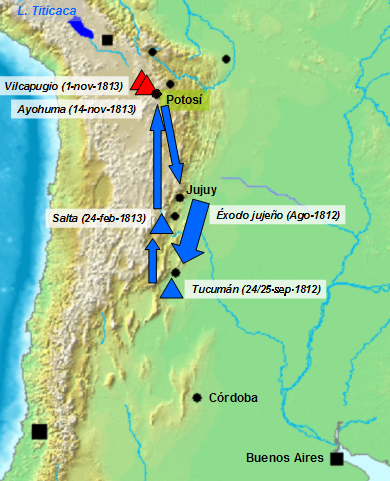
Mapa del Éxodo Jujeño.

Siguiendo las órdenes de Belgrano, los habitantes de Jujuy, ayudados activamente por Francisco Asensio de Lezama y su hermano Juan José con sus respectivas familias, incluyendo al muy joven José Gregorio de Lezama, a los que se sumaron algunos refugiados procedentes de Tarija y Chichas, todos abandonaron sus hogares y dejaron sin víveres a las tropas realistas.
El 23 de agosto del citado año, también el ejército procedió a retirarse —completando el Éxodo Jujeño— llevándose el ganado e incendiando las cosechas para desguarnecer al enemigo, y de esta manera, el general Belgrano sería el último en dejar la ciudad deshabitada.

## Donativo económico al Ejército del Norte y deceso

### Derrota realista en Tucumán con escasos recursos del ejército
Cuando las tropas realistas del brigadier Juan Pío Tristán llegaron el 26 de agosto a la desolada villa de Jujuy debieron continuar hacia el sur, en donde se enfrentaron con los patriotas de Belgrano en la batalla de Tucumán el 24 y 25 de septiembre de 1812, pero al ser derrotados los realistas por el Ejército del Norte comandado por el general Belgrano y secundado por el coronel Eustoquio Díaz Vélez, aquellos debieron retroceder hacia la ciudad de Salta.

### Triunfo argentino en Salta gracias a los donativos patriotas
A pesar de que el juez de vigilancia Francisco Asensio de Lezama era un emigrado peninsular en Salta, una vez que el general Belgrano triunfó en dicha batalla, le donó unos 13.000 pesos de plata o bien 104.000 reales, entre otros destacados vecinos salteños, en respuesta a la petición de socorro del general Belgrano por la caótica situación económica que padecía la tropa victoriosa.
De esta forma, el ejército patriota pudo ir hacia en norte y en dicha urbe volvieron a combatir en la batalla de Salta el 20 de febrero de 1813, en donde los realistas sufrieron una gran derrota, cayendo todos prisioneros, inclusive el brigadier Juan Pío Tristán y el doctor español Gabriel Cuñado que actuaba como médico militar realista, entre otros, pero fueron puestos en libertad luego de jurar que no volverían a tomar las armas contra la revolución americana. Dicho médico quien fuera otro peninsular español, al igual que Lezama, cumplió su juramento y decidió radicarse en la villa de Jujuy para inaugurar la primera botica de la localidad.

### Fallecimiento
El funcionario Francisco Asencio de Lezama Torre testó el 31 de diciembre de 1839 y finalmente falleció el 1 de enero de 1840 en la ciudad de Buenos Aires, capital de la entonces Confederación Argentina.

## Matrimonio y descendencia
El hidalgo Francisco Asensio de Lezama se había unido en matrimonio hacia 1798 con la hispano-argentina María Úrsula Carolina de Quiñones y Arcos Arias-Rengel (Salta, e/ julio y octubre de 1777-ib., 26 de junio de 1850), una hermana de Petronila de Quiñones Arcos, primas segundas de Francisco Gabino Arias Rengel, gobernador interino del Tucumán de 1775 a 1776, y unas descendientes maternas de la aristocracia colonial del noroeste rioplatense, que fue bautizada el 22 de octubre del año de nacimiento por sus padres, el hidalgo hipano-gallego Ignacio de Quiñones Martínez (n. Sobrado, ca. 1736) y su esposa tucumana María Leocadia Arcos y Arias Rengel (n. Salta, ca. 1746), matrimoniados en Salta el 26 de agosto de 1766, y nieta materna de Antonio de Arcos (n. Salta, ca. 1694) y de su cónyuge Petrona Arias Rengel y Montoya (n. Salta, ca. 1704).
Su esposa Úrsula de Quiñones era bisnieta materna por la vía femenina de Juan Arias Rengel y Tello de León (Salta, ca. 1675-antes de 1747) y de su cónyuge Magdalena de Montoya y Elizondo (n. ib., ca. 1682), unidos en matrimonio en Salta desde 1 de julio de 1702 —siendo esta última una hija del capitán Francisco de Montoya y Pineda y de Catalina de Elizondo y Morillo, que estarían enlazados— y quien testó en Salta el 7 de junio de 1725, y por ende, tataranieta materna del capitán Juan Arias Rengel y Aguirre (n. ib., ca. 1642), que testó en Salta el 5 de noviembre de 1720, y de su esposa Francisca de Álava Tello de León (n. ib., 1652), además de trastataranieta o chozna materna del capitán Juan Arias Rengel "el Viejo" (n. ca. 1605) y de su mujer Gregoria de Aguirre y Fonseca, quien testó en Salta el 11 de septiembre de 1701.
Fruto del enlace entre Francisco Asensio de Lezama y su esposa Úrsula Carolina de Quiñones hubo por lo menos cinco hijos, dos de las cuales eran gemelas:
- Isabel María de Lezama y Quiñones[1][59] (Salta, diciembre de 1799-ib., 7 de octubre de 1876)[60] que fue bautizada el 9 de julio de 1800 y se casó el 2 de febrero de 1821 en la ciudad de Paraná[61] con el doctor José Facundo de Zuviría y Escobar Castellanos[1] que sería constitucionalista en 1853 y con quien tendría seis hijos[62] salteños, siendo la primogénita Carolina de Zuviría Lezama,[63] seguida por el doctor Julio de Zuviría Lezama,[64][65][66] el doctor Mariano Fenelón de Zuviría Lezama[66][67][68] quien fuera abogado, ministro del Gobierno cordobés, vocal del Superior Tribunal de Justicia provincial, juez federal de Rosario, diputado nacional desde 1861 hasta 1868 y que se enlazara en segundas nupcias en Buenos Aires el 30 de agosto de 1874[68] con Carmen Nazaria Martínez Castro,[68][69] siendo hija de Marcelino Martínez Castro y de María Lorenza Ayestarán,[69] luego le seguían los menores como el futuro doctor Ramón de Zuviría Lezama, el doctor José María de Zuviría Lezama[66] y por último el sexto hijo, Salustio de Zuviría Lezama[70] (n. ib., ca. 1835-Córdoba, 1876).[69][71] Isabel de Lezama testaría en Salta el 2 de marzo de 1866.[59]

- José Gregorio de Lezama[72] (ib., 1802[1][2]-Buenos Aires, 23 de julio de 1889) era un comerciante agropecuario, hacendado, empresario, político, mecenas y filántropo argentino que se casó en 1849 con María Carolina de Álzaga Llorente con quien tuvo un único hijo llamado Máximo Lezama Álzaga y luego de enviudar en 1857 se unió en segundas nupcias en 1864 con su joven cuñada viuda Ángela Isaura de Álzaga Llorente quien ya estaba criando a su sobrino y a una sobrina de Gregorio e hija de su primo segundo Salustiano llamada Isabel Lezama Castro.

- Josefa Dorotea de Lezama y Quiñones (Salta, e/ octubre y diciembre de 1807-ib., ca. 1852) era una de las gemelas bautizadas el 6 de enero de 1808 y fallecería soltera.[49]
- María Clemencia de Lezama y Quiñones (ib., e/ octubre y diciembre de 1807-ib., después de 1852) otra de las gemelas que también falleció soltera.[49]
- Mercedes de Lezama y Quiñones (n. Salta, 1814) que sería monja del convento de San Bernardo de las Carmelitas Descalzas de Salta.[49]